# Lista siturilor arheologice din județul Alba - H
Lista siturilor arheologice din județul Alba - H conține toate siturile arheologice din județul Alba înscrise în Repertoriul Arheologic Național (RAN) și aflate în localități al căror nume începe cu litera H. RAN este administrat de Ministerul Culturii și Patrimoniului Național și cuprinde date științifice, cartografice, topografice, imagini și planuri, precum și orice alte informații privitoare la zonele cu potențial arheologic, studiate sau nu, încă existente sau dispărute.
Puteți căuta un sit din localitățile care încep cu litera H folosind formularul de mai jos sau puteți naviga prin toate siturile din județ la Lista siturilor arheologice din județul Alba.
| Cuprins                                                       |
| ------------------------------------------------------------- |
| Top - A B C D E F G H I J K L M N O P Q R S Ș T Ț U V W X Y Z |

| Cod RAN                              | Denumire | Localitate                  | Adresă                         | Datare          | Descoperit | Coordonate                                    | Imagine           | Erori            |
| ------------------------------------ | --- | --------------------------- | ------------------------------ | --------------- | ---------- | --------------------------------------------- | ----------------- | ---------------- |
| 1115.01.01 (Cod LMI: AB-I-s-B-00046) | Necropola tumulară de la Hăpria - "Gruiul Cetății" / ansamblu anonim (Categorie: descoperire funerară) (Tip: Necropolă tumulară) | sat Hăpria, comuna Ciugud   | Gruiul Cetății                 |                 |            |                                               | Încărcați imagine | Raportați eroare |
| 4712.01                              | Topor neolitic de la Hopârta - "Dealul Olteni" și locuire neolitică (Categorie: descoperire izolată) (Tip: obiect izolat)        | sat Hopârta, comuna Hopârta | Dealul Olteni și vatra satului |                 |            |                                               | Încărcați imagine | Raportați eroare |
| 1115.03.01                           | Așezarea neolitică de la Hăpria- Lisu Străjii / ansamblu anonim (Categorie: locuire civilă) (Tip: Așezare)                       | sat Hăpria, comuna Ciugud   | Lisu Străjii                   | Starčevo - Criș |            |                                               | Încărcați imagine | Raportați eroare |
| 1115.04.01                           | Așezarea neolitică de la Hăpria- Vadu Morii / ansamblu anonim (Categorie: locuire civilă) (Tip: Așezare)                         | sat Hăpria, comuna Ciugud   | Vadu Morii                     |                 |            |                                               | Încărcați imagine | Raportați eroare |
| 1115.02.01                           | Necropola din epoca bronzului de la Hăpria - "Capu Dosului" / ansamblu anonim (Categorie: descoperire funerară) (Tip: Necropolă) | sat Hăpria, comuna Ciugud   | Capu Dosului                   | Coțofeni        |            | 46°05′22″N 23°40′32″E / 46.08944°N 23.67556°E | Încărcați imagine | Raportați eroare |
| 1115.02.02                           | Necropola din epoca bronzului de la Hăpria - "Capu Dosului" / ansamblu anonim (Categorie: descoperire funerară) (Tip: Necropolă) | sat Hăpria, comuna Ciugud   | Capu Dosului                   | Șoimuș          |            | 46°05′22″N 23°40′32″E / 46.08944°N 23.67556°E | Încărcați imagine | Raportați eroare |